# Гурда

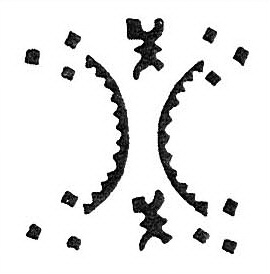
Одна из форм гурды

Гурда́ — клеймо на кавказском холодном оружии, изначально западноевропейского происхождения. Насколько известно, первоначально данное клеймо помещалось на итальянских шпажных и сабельных клинках, что объясняет часто имеющееся на клейме название города Генуя, но в основном встречалось на изделиях (обычно саблях) нижнеавстрийских и штирийских мастерских, изготовлявшихся специально для вывоза на восток, где они пользовались большой известностью. Последнее, видимо и побудило кавказских, а также балканских и польских мастеров к копированию клейма.

## Этимология
Этимология слово гурда не совсем ясна. С чеченского языка гурда переводится как меч. Русский историк оружия Ленц возводил его к древнеперсидскому кард и новоперсидскому гхурд — нож, меч. Также турецкое «курдэ» означает тесак.
Также существует кавказская легенда о происхождении клейма «гурда», рассказывающая о двух соперничавших мастерах-оружейниках. Один из них, стараясь доказать другому превосходство своего клинка, разрубил барана пополам, однако второй мастер, тем не менее не согласился с победой соперника. Тогда первый мастер, разгневавшись, перерубил своего оппонента вместе с его шашкой, при этом он выкрикнул «гур-да», то есть «смотри». В соответствии с принципом кровной мести, родственники убитого должны были покарать виновного в смерти, однако, согласно легенде, народному собранию удалось примирить стороны, обязав мастера выковать клинок каждому кровнику. Мастер к своему прежнему клейму «челюсти» (символу того, что его клинок перерубает железо, как зубы перегрызают кость) добавил точки символизировавшие капли крови, в знак того, что клинки послужили выкупом за кровь. По другим данным тюркское слово «вурда» или «уурда» означает «ну, бей».

## Описание
Гурда имеет вид двух серповидных зубчатых линий, обращённых выпуклыми сторонами друг к другу, зубцы могут быть как на выпуклой, так и на вогнутой стороне. Между линиями могут находиться различные знаки, буквы и надписи, чаще всего Genova (Генуя), у концов линий — три или более, точки. Отличить клеймо сделанное в Европе от кавказского довольно затруднительно, на последнее могут указывать ошибки в написании слов Генуя — вместо правильного Genova имеется Genoa, Geneve или Geon, может быть и просто бессмысленный набор букв или совсем другое слово. Иногда мастер дополнял гурду своим именем написанным арабскими буквами или превращал её в элемент орнамента. На некоторых клеймах вместо слова Генуя между линиями находится слово Frindia, Frinia, Fringia, Frangia, Francia — искажённое турецкое ferengi, франкский, что должно было доказать восточным покупателям западноевропейское происхождение клинка. Схожим словом (фиранги) в Индии называли оружие импортированное из Европы, или сделанное в европейском стиле.

## Память
- Могильные памятники (в основном XIX века), сохранившиеся  в предгорной и горной Чечне, периода Кавказской войны, богато украшены орнаментом. На мужских памятниках изображено оружие — шашки, кинжалы, ружья, пистолеты. Часто на изображенных шашках встречаются выбитые клейма «гурда»[5].

## Гурда в искусстве

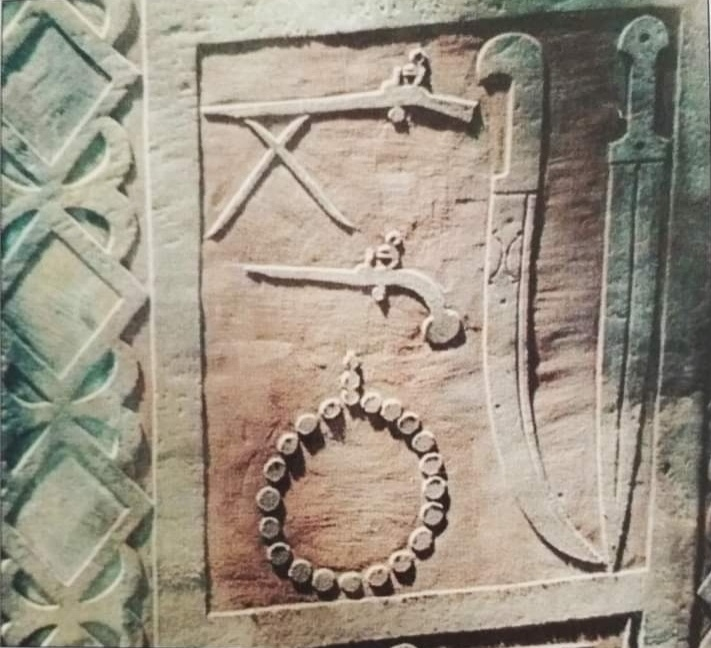
Могильный памятник в Чечне 1841 года. На памятнике шашка с изображенным на ней клеймом «гурда». Кладбище воинов, погибших во время Кавказской войны аула Майртуп.

- Шашку с клеймом Гурда упоминает в своих литературных произведениях М. Ю. Лермонтов, Герой нашего времени и Кавказец, 1841 год[6].

А шашка его настоящая Гурда;
приложи лезвие к руке,
Сама в тело вопьётся...
У него завелась шашка,
настоящая Гурда,
Кинжал — старый Базалай...
- Л. Н. Толстой в повестях Казаки, Хаджи-Мурат упоминает шашку «Гурда»[6].

У кого первый конь,
у кого шашка Гурда...
Все Ерошка...
Потому что я настоящий джигит был;
Офицеры, оставшиеся в комнатах,
вынув шашку разглядывали клинок на ней и решили,
что это была настоящая Гурда;

## Виды гурды

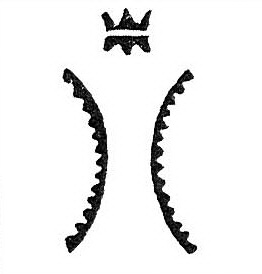
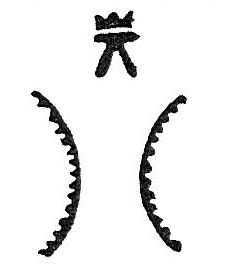
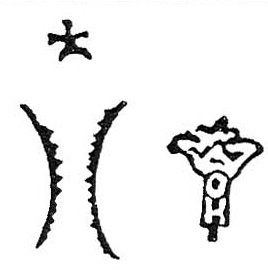
Гурда дополненная личным клеймом мастера
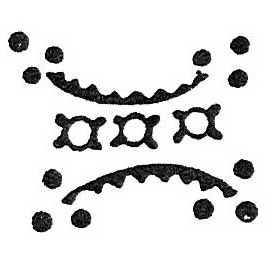
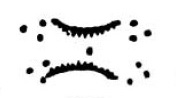
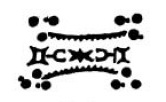
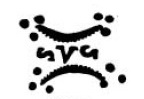
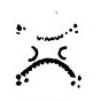
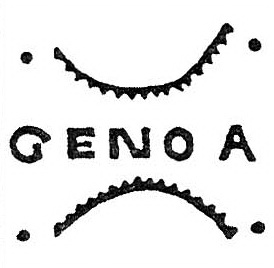
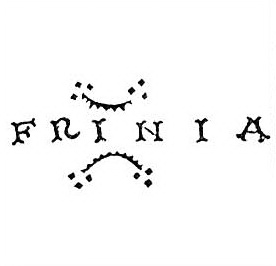